# Tabekenamon
Tabekenamon (t3 bk[.t] n ỉmn, „Ámon szolgálóleánya”) ókori egyiptomi és núbiai királyné volt, a XXV. dinasztiához tartozó Piye fáraó lánya, valószínűleg testvérének, Taharka fáraónak a felesége. Más feltételezés szerint Sabaka felesége lehetett.
Hóremahet karnaki szobrának talapzatán említik (Kairó, Egyiptomi Múzeum, 49157). Címei: A király felesége (ḥm.t-nỉswt), A király leánya (z3.t-nỉswt), A király nővére (sn.t-nỉswt). Emellett a denderai és a tepihui (Aphroditopolisz) Hathor papnője is volt, valamint Neith papnője. Ezek a papi pozíciók azt is sugallhatják, hogy az egyik líbiai fáraó lánya lehetett.

## Fordítás
- Ez a szócikk részben vagy egészben  a   Tabekenamun című angol Wikipédia-szócikk ezen változatának fordításán alapul.  Az eredeti cikk szerkesztőit annak laptörténete sorolja fel. Ez a jelzés csupán a megfogalmazás eredetét és a szerzői jogokat jelzi, nem szolgál a cikkben szereplő információk forrásmegjelöléseként.